# 流海
流海（るか、1986年12月2日 - ）は、日本の元AV女優。
趣味、特技：ピアノ・ダンス

## 略歴
- 2005年 - リボンレーベルよりAVデビュー。アヤパンこと高島彩似の妹系AVアイドル。ロリータフェイスにダンスで鍛えたボディが売り。

## 作品

### アダルトビデオ
2005年
- AQUA GIRL（2005年10月28日、メディアバンク）
- Sweet Days（2005年11月25日、メディアバンク）
- 変態っぽいのが好き（2005年12月23日、メディアバンク）

2006年
- 流海のかんなりハード（2006年1月27日、メディアバンク）
- 初セル（2006年3月13日、MOODYZ）
- 学校コスプレW（2006年4月1日、MOODYZ）
- ドリームアイドル（2006年5月13日、MOODYZ）
- 6本番（2006年6月13日、MOODYZ）
- アナルファック（2006年7月13日、MOODYZ）
- パイパンパイパーデジタルモザイク（2006年8月13日、MOODYZ）
- 制服カメラ（2006年9月5日、ドリームチケット）
- 中出し@女子校生（2006年9月19日、BRAVO）オムニバス作品
- フェラコレ2006秋 （2006年10月10日、隼エージェンシー）オムニバス作品
- 中出し@援交ギャル（2006年10月19日、BRAVO）オムニバス作品
- ロリロリ中出し V （2006年11月11日、隼エージェンシー）オムニバス作品
- こだわりの手コキ 4時間SP 2 40人のハンドメイド （2006年11月11日、隼エージェンシー）オムニバス作品
- 本物GirlzHipHopダンサーRUCA 極上の腰使いで潮吹きまくり!! （2006年12月7日、ディープス）※RUCA名義
- 私は痴女 厚丸無恥 （2006年12月9日、クリスタル映像）オムニバス作品
- オナニスト ［第十五章］ （2006年12月10日、隼エージェンシー）オムニバス作品
- モロ出し水中運動会 3 （2006年12月15日、ジェイモデル）
- みるスポ! るか （2006年12月19日、みるきぃぷりん♪）
- モロ出し水中運動会 3 （2006年12月20日、イマージュ）
- エロ可愛 着衣お遊戯Style3 （2006年12月25日、激弾カーニバル）

2007年
- 乳首いぢりウォッチング II （2007年1月13日、激弾カーニバル）オムニバス作品
- 感じる女の表情と腋の下 2 （2007年1月13日、激弾カーニバル）オムニバス作品
- THE KING GAME 2 （2007年1月20日、アレックス）
- 乳首&乳輪 6 パーツ・コレクションシリーズ （2007年1月25日、激弾カーニバル）オムニバス作品
- 手コキウォッチング （2007年2月25日、激弾カーニバル）オムニバス作品
- 公開訓練! ディルドで腰振りグラインド!2 （2007年2月25日、激弾カーニバル）オムニバス作品
- オゲエロ女の挑発ダンス 1 （2007年4月5日、未来・フューチャー）オムニバス作品
- フリップめくってロケへGO!!! （2007年4月16日、マキシング）
- 体罰女学院 Part2 （2007年10月1日、シネマジック）

### オリジナルビデオ
- くりいむレモン 夢のあとに （2006年4月21日、フルメディア）
- 新任女教師　二人だけの教育実習（2006年5月24日、ティーエムシー）
- 監禁 姉妹教師  （2006年12月15日、ネオリップス）
- 平成フェチ劇場 熟女ナース 背徳の疼き　（2007年5月25日、ピンクパイナップル）

- 誘惑のマーメイド（MONDO21）

| スタブアイコン | サブスタブ | この項目は、まだ閲覧者の調べものの参照としては役立たない、性風俗関係者に関連した書きかけの項目です。この項目を加筆・訂正などしてくださる協力者を求めています（P:性/PJ:性）。 |